# Boluochia
Boluochia zhengi es un género de ave enantiornite que vivió durante el Cretácico Inferior, hace 120 millones de años, en el Aptiano. y es únicamente conocido por un fósil descubierto en la Formación Jiufotang en Liaoning, China. Boluochia fue descrito por primera vez por Zhou en 1995. Jingmai O'Connor encontró que estaba estrechamente relacionado con Longipteryx y fue asignado a la familia Longipterygidae.
Aunque originalmente se le describió con un pico de curvado como una rapaz, la mala preservación del espécimen hace sugerir que en realidad tenía un hocico normal, dentado y posiblemente alargado como otros longipterígidos 
Aunque el único espécimen conocido está muy mal preservado, en casi todas las características que se pueden comparar entre los dos, Boluochia 
es indistinguible de un ejemplar juvenil de Longipteryx. Sólo podían encontrar una característica concreta para distinguirlos: in Boluochia, el cuarto metatarsiano se desvía significativamente de los otros, haciendo que el dedo exterior se separe del resto cuando está encaramado. Los investigadores que señalaron esta característica argumentaron que no era probable que fuera una deformidad porque estaba presente en ambos pies, no era una característica juvenil ni tampoco observa en especímenes juveniles conocidos de Longipteryx.